# 欧根亲王
薩伏依-卡里尼昂親王弗朗索瓦·歐根（德語：Eugen Franz, Prinz von Savoyen-Carignan，1663年10月18日—1736年4月24日），以欧根亲王之名为人熟知，是哈布斯堡王朝的将领之一，神圣罗马帝国陆军元帅。他與英國的約翰·邱吉爾、法國的維拉爾公爵，並列為歐洲18世紀前期最優秀的天才將領。

## 家庭
欧根亲王1663年10月18日出生于巴黎，是薩伏依王朝的卡里尼亞諾親王托馬索·法蘭西斯科的孫子，苏瓦松伯爵歐仁·莫里斯的幼子。有传言说，他真正的父亲是路易十四，歐根的母親是路易十四的一名情妇；但照年谱來看這個可能性很低。
同樣是意大利人的欧根之母，是法国首相红衣主教马萨林的侄女奥林匹娅·曼奇尼（Olympia Mancini）。奥林匹娅幼年被马萨林撫養，長大後进入法国上流社会，一露面就艳惊宫廷，成为社交名媛；年轻的路易十四为之神魂颠倒，當時謠傳說她是少年路易的情人。據說路易在1650年代中曾想娶她為王后，但精明的馬薩林自知家門太低，害怕輿論非議，就把奥林匹娅送回義大利與歐根的父親結婚（1657年），扼殺了路易十四的初戀（馬薩林也安排路易在兩年後，為政治利益而娶西班牙公主為王后）。
奥林匹娅在婚後數年就舉家搬回巴黎，藉由路易十四對自己的眷戀來獲取家族利益（許多人相信她再度成為法王的情婦）。但是，因為涉及1679年宮廷中的毒藥事件，她在1680年突然失宠（她還被指控在1673年毒死親夫，並對國王下毒），被迫从法国流亡到西属尼德兰的首都布鲁塞尔（在那里一直居住到1708年病逝），並把子女留在法國，交託給婆婆照料。

## 成長環境
从血统上说，欧根是纯正的意大利人，他的祖母波旁的瑪麗是法国王室后裔，孔代亲王路易一世·德·波旁的孙女，苏瓦松伯爵查理的女儿，因此他决定在法国发展。部分因為妻子奥林匹娅在宮廷的幫助，他當上了法国香槟地区总督，封苏瓦松伯爵（Soissons），并指挥法国军队中精锐的瑞士雇佣兵军团。由於欧根亲王本人1663年出生在巴黎，所以从政治关系上说，他可以算法国人。但法國重父系血統，所以他政治血統是意大利人。
因為成長於法國宮廷，接受了法國的語言文化和教育，欧根可以熟练地运用法语和意大利语（但是去奥地利之前并不会说德语，甚至到他成为奥地利元帅的时候，德语也说不连贯）。因為父親於1673年在戰場受傷去世，母親一天到晚忙於巴黎的社交应酬，很少顾家，所以欧根和他的兄弟姊妹，是由祖母波旁的瑪麗养大。當時非嫡长的貴族子弟，一般情况有两条出路，一是从军，二是投身宗教；因祖母期待歐根成為一個優秀的教士，因此在他成年前，就把他送到修道院作靈修。

## 青年从军
1683年歐根21歲時，他出人意料地宣布要從軍入伍，請求路易十四給他一個軍隊和職位；可是路易十四輕視的打量这个其貌不扬的毛头小子後，立刻拒绝了欧根的请求。據歐根後來的回憶說：「我的請求是謙卑溫和的」、「沒有人（像國王那樣）如此無禮地盯著我看」。
1683年正是土耳其兵临维也纳城下的时候，欧洲各国的青年贵族，抱着十字军式的宗教狂热，纷纷投效神聖羅馬帝國軍，连法国人也不例外。路易十四的法国當時正敵視奥地利，跟鄂圖曼帝國是非正式的盟友，所以路易十四發布命令，禁止贵族子弟投奔奥地利。當時欧根的表亲巴登藩侯正在帝國軍中服役，又正好欧根的三哥路易斯·朱利乌斯在奥军当骑兵团长，碰巧几个月前阵亡，他就瞒着路易十四，于7月26日晚上，从巴黎秘密潜逃出法国国境，加入维也纳城外的帝国勤王大军，希望能接替哥哥路易斯·朱利乌斯指挥一个骑兵团。

### 大土耳其戰爭

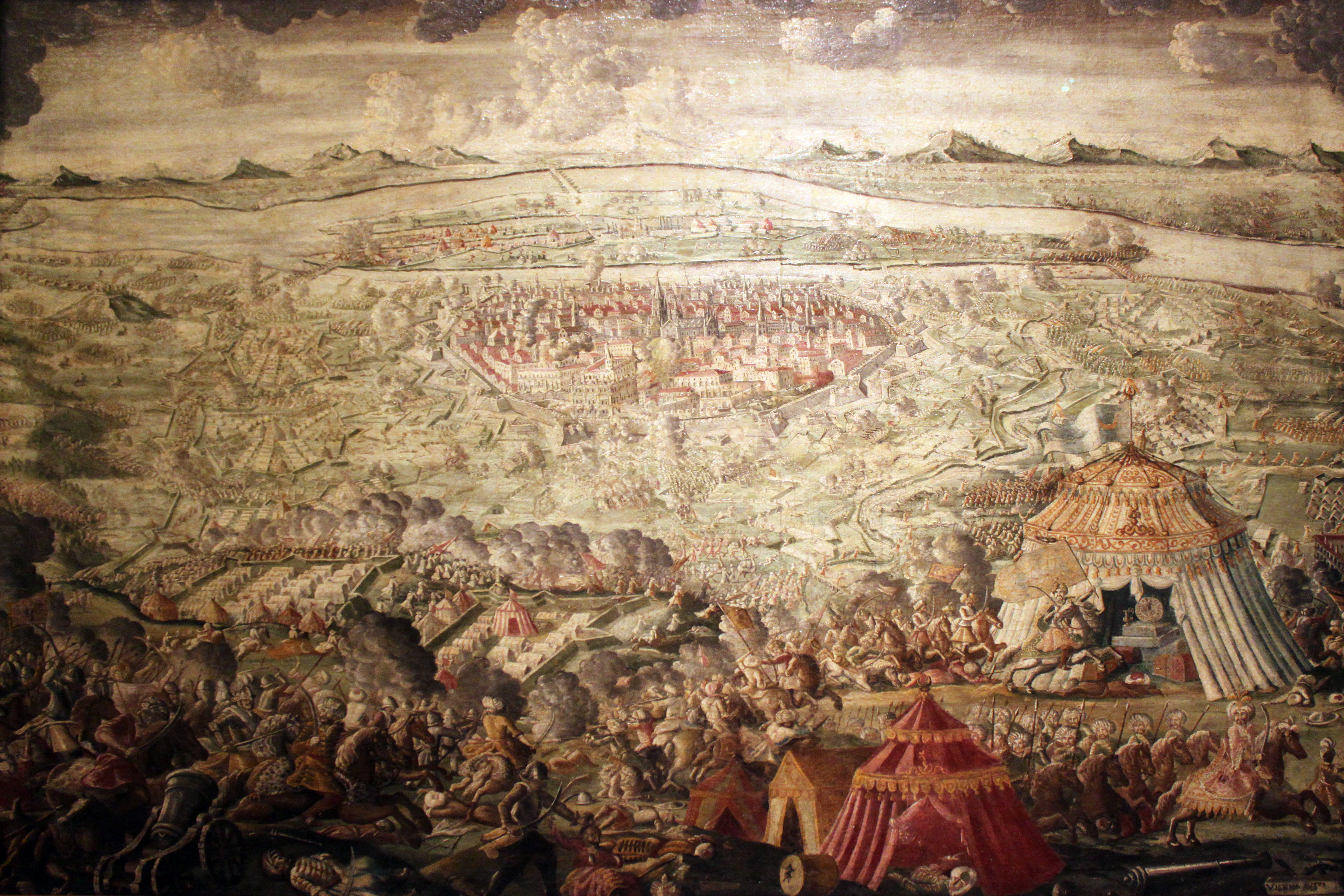
1683年9月12日的維也納之戰，解救了命懸一線的哈布斯堡君主國

1683年欧根加入哈布斯堡王朝利奥波德一世的军队，參與當年9月解救遭鄂图曼帝国軍隊包圍之維也納的日爾曼聯軍。雖然路易斯·朱利乌斯的骑兵团已经解散了，但是欧根和两位统兵大将——巴伐利亚公爵埃曼纽尔和巴登藩侯都是远房表亲，歐根就編入他们的旗下参加战斗，他的英勇獲得主帥洛林公爵查理五世的高度評價。聯軍在維也納之戰獲得大勝後，欧根亲王在12月，因功被奥地利大公兼神聖羅馬皇帝利奥波德一世委任为一个新组建的龙骑兵团的团长。

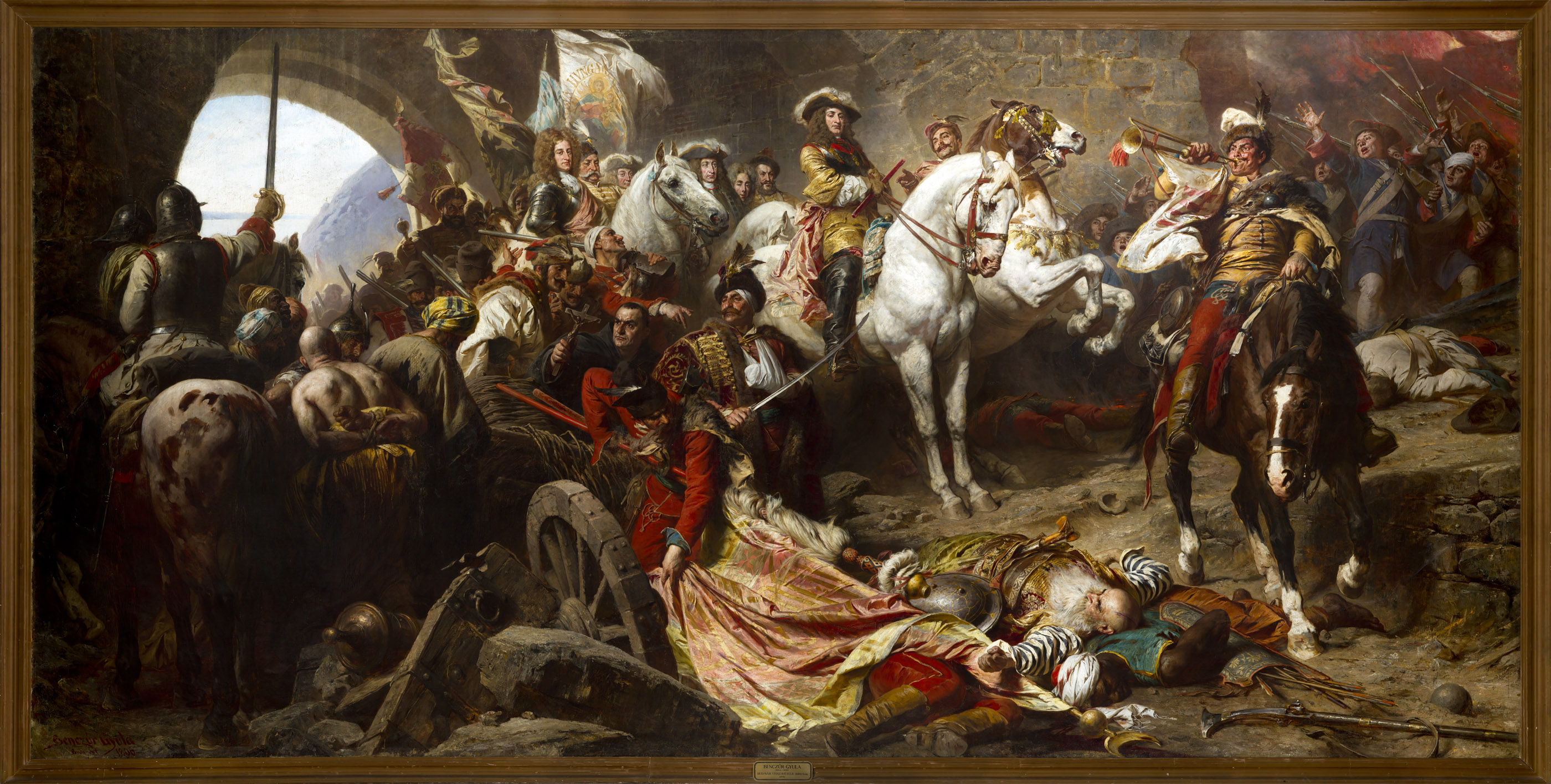
1686年基督聯軍奪回布達（匈牙利首都）

維也納之戰后，奥地利大军乘胜东进，收復了百年来被鄂圖曼帝國侵占控制的匈牙利全土（包含特兰西瓦尼亚），甚至在1688年，一度攻克鄂圖曼帝國在欧洲的最重要前进基地——贝尔格勒（今日塞爾維亞的首都）。到1687年時，25岁的欧根再度因作戰勇猛，升迁至中将军衔。除此之外，西班牙國王查理二世更授予他金羊毛騎士團勛章；同時他的堂弟——萨伏依公爵維托里奧·阿梅迪奧二世，也餽贈他豐厚資金以及兩個在皮埃蒙特的修道院年金。1688年9月6日，在奥军围攻贝尔格勒的时候，欧根的膝盖中槍受重伤，回到维也纳修养三个月後，才痊愈重返軍隊。
因為軍團長與中將的收入微薄，1684年後的十年中，只要欧根沒仗打而賦閒维也纳时，一直仰賴三位表亲的餽贈與接濟——巴伐利亚公爵埃曼纽尔、巴登藩侯和萨伏依公爵維托里奧·阿梅迪奧二世。

### 九年戰爭
在1680年代初稱霸全歐的路易十四，為了遏止奧地利勢力的擴張，於1688年8月，乘哈布斯堡王朝剛在東面戰勝鄂圖曼帝國、西面兵力薄弱之機，開始執行侵略哈布斯堡王朝的速戰計劃，於是開啟了長達九年的「大同盟戰爭」。當時英-荷-奥三強組成反法的奧格斯堡同盟，奧地利被迫將主力軍西調以防禦法軍，東線的貝爾格勒因此在1690年又落入鄂圖曼帝國手中。當時欧根亲王主要在北意大利战场跟法军作战，先后在三任北意大利战场之奥军总司令手下效力，包括表兄巴伐利亚选帝侯埃曼纽尔、萨克森选帝侯約翰·格奧爾格四世和卡巴羅拉元帥。1694年他出任北意大利战场奥地利军队司令，開始有獨當一面的機會。
由於奧地利國庫的收入微薄與財政體系落後，義大利的奧軍常因欠餉而怠工、嘩變，歐根在義大利只能勉力維持戰局，以少量的奧軍抗衡數量優勢的法國元帥卡提納，任其縱橫馳驅並享盡戰場優勢。不過歐根幾次果斷的行動，都增強他的軍事聲譽。九年戰爭最後因雙方筋疲力盡，在1697年簽下雷斯威克條約而結束。

## 大戰揚名

### 森塔战役

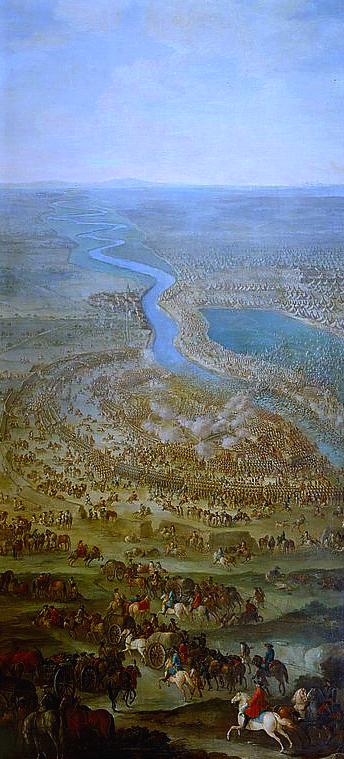
森塔战役的景象

1697年奥地利东方的鄂圖曼帝國从失败中恢复过来，力图趁奥地利忙於西线作战的时候，反攻收复失地。於是，欧根自请转调奥军东线，在1697年任驻匈牙利奥军总司令，率军3万驻屯匈牙利的多瑙河畔。
同年9月，鄂图曼帝国与神圣同盟（奥地利、波兰、威尼斯和俄国）爆發森塔战役，他率领奧地利軍，趁穆斯塔法二世率軍在森塔半渡提薩河时，突然袭击鄂圖曼軍隊，赢得奥地利有史以来一个最完整和重要的胜利。戰役中，10萬土军大部溃散，阵亡2万人、淹死1万人，奥地利军队不抓俘虏，屠杀了几乎所有伤兵，甚至缴获鄂圖曼帝國蘇丹的金帐和军费金库。
这是欧洲军队第一次击败一位苏丹御驾亲征，而且取得最彻底的胜利。森塔战役的胜利者欧根亲王，几乎是一夜之间在整个欧洲声誉雀起，成為打击异教徒的欧洲英雄；他的名聲正式超越了戰功彪炳的表兄——有「土耳其人路易」之稱的巴登藩侯。

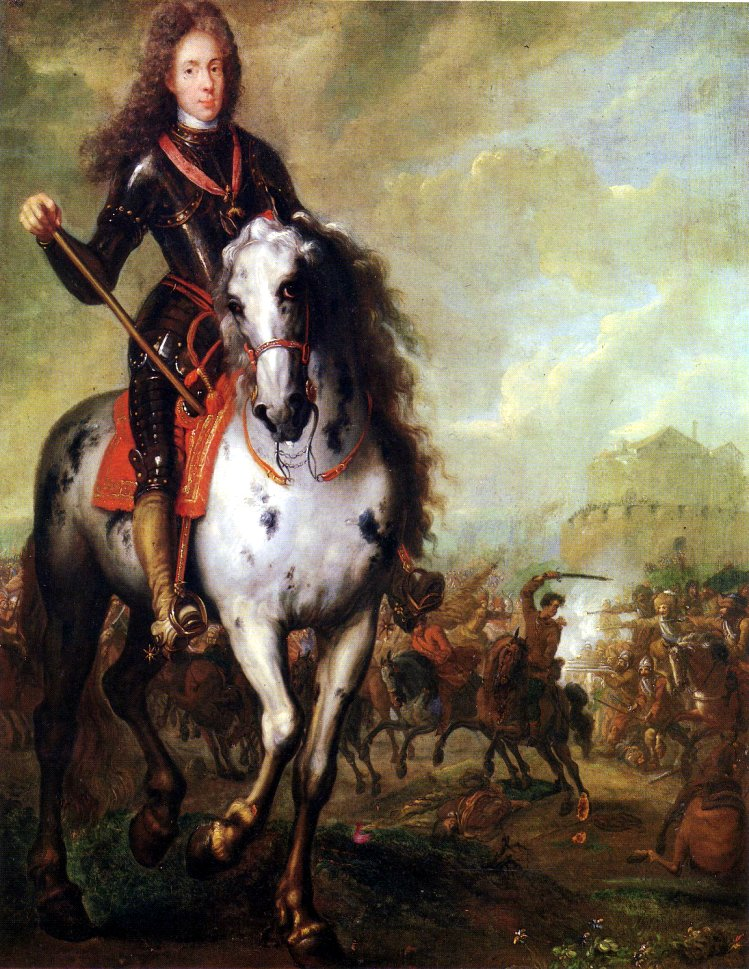
1700年歐根親王在馬上的畫像

隨著皇帝利奧波德一世將注意力轉向西方——即將死去的西班牙國王查理二世與西班牙帝國的繼承問題，利奧波德決定對鄂圖曼帝國見好就收。1699年1月26日，奧土兩國在卡尔洛夫齐签订卡尔洛夫齐条约，結束鄂圖曼帝國與神聖同盟之間的敵對狀態。

### 西班牙王位继承战争

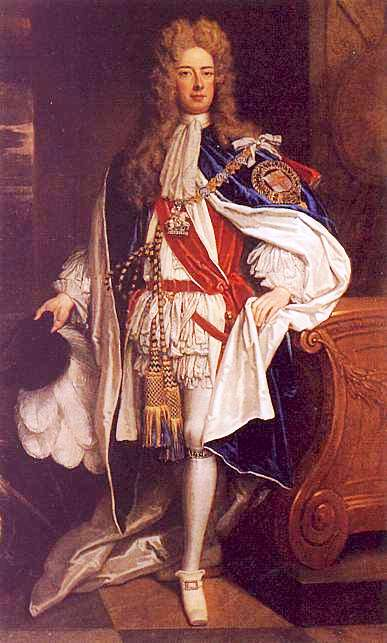
约翰·丘吉尔，帶領反法的英荷聯軍，與歐根聯手在多場戰爭中大敗法軍；歐根、邱吉爾與荷蘭大議長安東尼·海因斯，組成強力的三角同盟，以打垮路易十四為目標

在西班牙王位继承战争（1701-1714年）中，他和英国名将马尔博罗公爵聯手合作，首次於布倫海姆戰役大败法军，並取得一連串的勝利，占領比利時與意大利等地。但是1710年英國退出戰爭之後，他於1712年的德南戰役敗於法國元帥維拉爾，無法進一步懲罰法國。戰爭於是在1714年由法奧簽訂拉什塔特和約而結束，奧地利獲得南尼德蘭、米蘭、那不勒斯等地，收穫仍豐，而代表奧國簽訂和約者正是歐根。他因為對土、法的巨大戰功，被視為奧國的英雄兼實質國父。

## 帝國實權者
1703年，歐根以接近政變的方式，獲得奧地利宮廷的主導權，開啟他奧國實質首相的生涯。他擁有敏銳的軍事天分與決策智慧，但卻不是優秀的行政高手與軍備天才（治軍練兵能力較弱）。雖然早期他引進法國式的管理與訓練方式，很大地提升了奧國的國力及行政、軍事效率，但是在他晚年，奧地利的軍隊開始顯露出練兵不足、士氣下降的跡象，這與他精神和體力之衰退也有頗大關聯。結果就是，奧地利在1730年代的波蘭王位繼承戰爭（1733-1738年）受挫頗深，歐根已無法像1718-1720年的四國同盟戰爭（戰後奧地利用薩丁島換得富庶的西西里島）那樣，利用外交分化來壓制波旁王朝的法國與西班牙，法國因此重建西歐霸權，而奧地利哈布斯堡王朝的顛峰期也在1733年正式結束。但是，即使1730年代的戰事不利，他在奧地利仍享有無比崇高的聲望。
他真誠地效忠奧地利哈布斯堡王朝，在他1736年過世之前，長達33年享有奧皇最高顧問與軍事大元帥的權力，普魯士國王因此諷刺他是「真正的皇帝」。
1714年欧根在皇帝赐给他的维也纳的第三区土地上建造巴洛克式宫殿──美景宫，建筑各个部分的宫殿持续到1723年。他與前兩位皇帝利奧波德一世和約瑟夫一世關係極為親密良好，但與皇帝查理六世的卻大多是上司跟元老部屬的關係而已。因為歐根對無男嗣的查理六世力薦，主張把皇位傳給兄長約瑟夫的女婿——巴伐利亞選侯卡爾·阿爾布雷希特（1726－1745年在位），如此即可自然地把相鄰且信仰天主教的巴伐利亞與奧地利合併，大幅增強奧地利在德意志的地位與實力。這個主張觸怒了執意要把皇位傳給女兒瑪麗亞·特蕾莎夫婦的查理六世，因此查理對歐根不如他的父兄般親愛信重。欧根从未结婚，他很可能是独身一生。1736年欧根亲王在睡夢中病逝後，他的侄女瑪利亞·安娜·維多利亞繼承了龐大財產，但是她沉溺於赌博，不得不把这些宫殿变卖。
法國的伏尔泰评价欧根亲王：「那个时代最完美的军人，拥有一位伟大将领所应有的一切优良素质，是战时的英雄、和平中的伟人。」

## 遺產與紀念
歐根本身未留下任何自傳文件，生前詳情也不明，週遭人對其生活也未洩露。但歐根曾聘請畫家楊·胡赫騰堡（Jan Huchtenburg），隨他在1708-1709年爭戰，紀錄他的戎馬生涯，而後將畫作轉成雕版畫，並請法國作家尚·狄蒙（Jean Dumont）執筆搭配雕版畫撰寫傳記，此傳記能否完全呈現歐根的實際生活，仍有疑問。但透過這部作品，歐根的形象得到重新包裝。他在生前已經是哈布斯堡王朝的英雄人物，過世後，在17和18世紀，他成為奧地利的民族英雄或民族一統的象徵，被形容為「高貴騎士」（儘管他並非日耳曼人）。在拿破崙威脅奧地利之時，出現的幾部歐根親王傳記，實際上作者們是以歐根的戰神傳奇，企圖喚醒奧地利的勇氣，在1930年代初期，歐根甚至成為奧地利法西斯主義者引以為榮的象徵。在1938年，屢次打敗土耳其人的歐根被納粹德國宣傳為征服東方政策的先驅，1938年德國海軍以歐根之名為一艘重型巡洋艦命名（歐根親王號重巡洋艦），以表示德奧合併的和平與彼此源出同宗。黨衛隊中也有一個歐根親王師（黨衛隊第七志願山地師「歐根親王」）。

## 註腳
1. ↑  Somerset: The Affair of the Poisons: Murder, Infanticide and Satanism at the Court of Louis XIV, 252
2. ↑  McKay: Prince Eugene of Savoy, 9
3. ↑  Henderson: Prince Eugen of Savoy, 9
4. ↑  Heer: The Holy Roman Empire, 228.
5. ↑  Heer states Eugene's departure date was 21 July.
6. ↑  MacMunn: Prince Eugene: Twin Marshal with Marlborough, 32
7. ↑  McKay: Prince Eugene of Savoy, 27
8. ↑  McKay: Prince Eugene of Savoy, 37
9. ↑  Coxe. History of Austria, II, 457